# Referéndum constitucional de Guinea de 2020
Un referéndum constitucional se celebró en Guinea el 22 de marzo de 2020, además de elecciones parlamentarias. La nueva constitución restablecería los límites del mandato presidencial que eran dos mandatos, permitiendo que el presidente de ese entonces, Alpha Condé sea elegido para un tercer mandato, entre otros cambios.

## Enmiendas constitucionales
Las enmiendas constitucionales incluyen:
- Cambiar el mandato presidencial de cinco a seis años y restablecer el recuento de mandatos actual a los efectos de los límites del mandato del presidente en ejercicio.
- Prohibición de la mutilación genital femenina
- Prohibición del matrimonio forzado y de menores
- Dar a los cónyuges los mismos derechos en un divorcio
- Afirmar que ningún género representaría más de dos tercios de las instituciones gubernamentales[2]
- Distribución más justa de la riqueza a favor de los jóvenes y los pobres[3]
- Rebajar la edad de candidatura parlamentaria a 18 años

## Conducta
El referéndum constitucional, originalmente estaba previsto inicialmente para celebrarse el 1 de marzo de 2020. Sin embargo, fue rechazada cuando los observadores internacionales expresaron preocupaciones sobre el registro electoral. La Unión Africana canceló una misión de observación electoral, citando problemas importantes con la encuesta electoral. La Unión Europea, igualmente también destacó sus dudas sobre la credibilidad de la encuesta.
Como consecuencia de esto, las autoridades eliminaron del registro más de 2,5 millones de nombres no verificados (de un total de 7,7 millones de nombres) siguiendo el consejo de la Comunidad Económica de los Estados de África Occidental (CEDEAO) después de que fueran identificados por la Organización Internacional de la Francofonía. Los nombres no verificados se concentraron principalmente en la región donde el presidente Alpha Condé tenía un apoyo significativo.

### Protestas
Las protestas contra el referéndum en el período previo al día de las elecciones provocaron la muerte de más de 32 personas entre octubre de 2019 y marzo de 2020, y se llevaron a cabo protestas en la capital Conakri y otras ciudades, incluidas Labé, Mamou, Boké y Nzérékoré.
Durante las protestas, varias oficinas gubernamentales, escuelas y comisarías fueron atacadas con el objetivo de destruir material electoral. Algunas de los sucesos que tuvieron lugar durante ese período incluyeron a atacantes entrando a una comisaría de policía en Mamou y rompiendo listas de votantes y saqueando cajas de tarjetas electorales; dos escuelas que estaban previstas para ser utilizadas como colegios electorales fueron incendiadas; también fueron incendiados varios edificios administrativos en el norte y el sur del país; y en Labé, se quemaron neumáticos en las calles y se levantaron barricadas.

### Día de la votación
El día del referéndum, la empresa estatal Guinea Broadband Guinéenne de Large Bande anunció que esperaba que los servicios de Internet y telefonía se vieran afectados debido a los trabajos de mantenimiento previstos en los cables submarinos. Aunque los trabajos previstos se pospusieron posteriormente, NetBlocks confirmó que las redes sociales fueron bloqueadas desde las 20:00 horas de la noche anterior al día de las elecciones hasta la mañana del día siguiente, durante 36 horas. El bloqueo incluía Twitter, Facebook e Instagram, mientras que los servidores de WhatsApp estaban restringidos.
Los opositores a las propuestas intentaron perturbar la votación y destrozaron el equipo de votación.

## Resultados
Los resultados preliminares mostraron que la propuesta de una nueva constitución recibió casi el 90% de los votos a favor en medio de un boicot total por parte de los partidos de oposición. La participación fue de alrededor del 58%. El Tribunal Constitucional hizo públicos los resultados finales el 3 de abril y proclamó la nueva Constitución adoptada por mayoría absoluta de votantes.